# Želnava
Želnava (deutsch: Salnau) ist eine Gemeinde in der Region Südböhmen in der Tschechischen Republik.

## Geschichte
Der Ort wurde 1360 erstmals erwähnt. Želnava liegt im Böhmerwald, einer Region in der die Holzwirtschaft sehr bedeutend ist. So wurde zum Zwecke des Holzschwemmens 1888 die 3,8 km lange Hefenkrieger Glitsche gebaut, ein Kanal, welcher den Schwarzenbergschen Schwemmkanal mit der Moldau verband. Ebenfalls zu dieser Zeit entstand hier ein Holzumladeplatz; Flöße wurden gebunden und von hier aus flussabwärts geschwemmt. Noch bis 1961 wurde hier Holz geschwemmt. Zwischen 1980 und 1991 war Želnava nach Nová Pec eingemeindet.

## Gemeindegliederung
Die Gemeinde Želnava besteht aus den Ortsteilen Slunečná (Sonnberg), Záhvozdí (Hintring) und Želnava (Salnau) sowie dem Wohnplatz V Černém Lese (Schwarzwald) und der Wüstung Schöpplův Mlýn (Schöppelmühle).

## Sehenswürdigkeiten
- Gotische Kirche St. Jakob, umgestaltet 1708–1712
- Steinernes Wasserbecken von 1818 auf dem Marktplatz

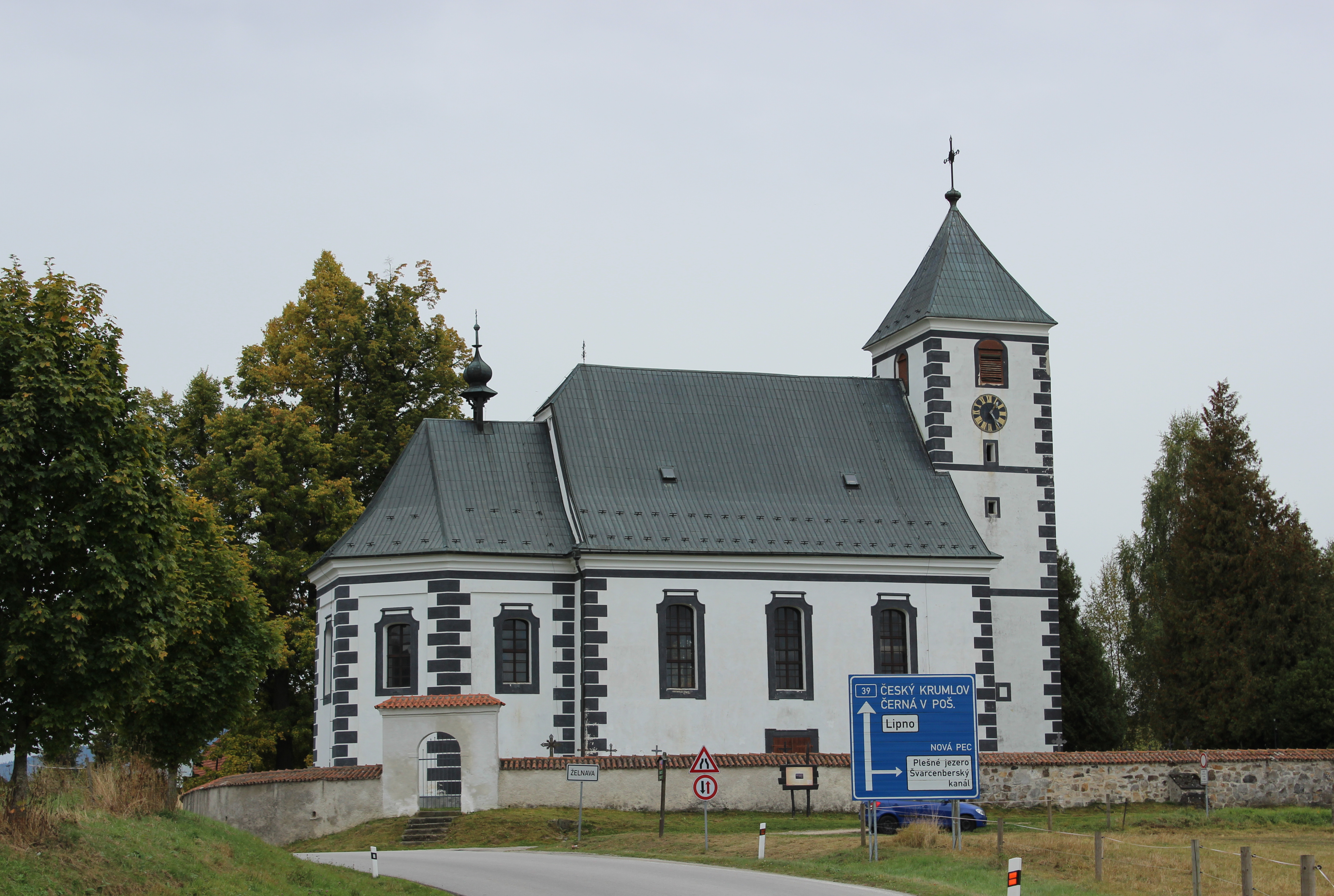
Kirche St. Jakob

## Söhne und Töchter der Stadt
- Kaspar Salzer, Begründer der Industriellenfamilie Salzer, * 3. Januar 1741 in Salnau, † 20. Januar 1811 in Wien